# توماس جون ماكدونل
توماس جون ماكدونل (بالإنجليزية: Thomas John McDonnell)‏ هو قسيس أمريكي، ولد في 18 أغسطس 1894 في نيويورك في الولايات المتحدة، وتوفي في 25 فبراير 1961.